# Pojedský rybník
Pojedský rybník je nevelký rybník o rozloze vodní plochy cca 0,77 ha ležící u silnice III. třídy spojující vesnice Žitovlice a Pojedy v okrese Nymburk. Rybník má zhruba obdélníkový tvar o rozměrech cca 150 × 70 m. 
Rybník je v majetku obce Žitovlice a je využíván pro chov ryb.

## Galerie

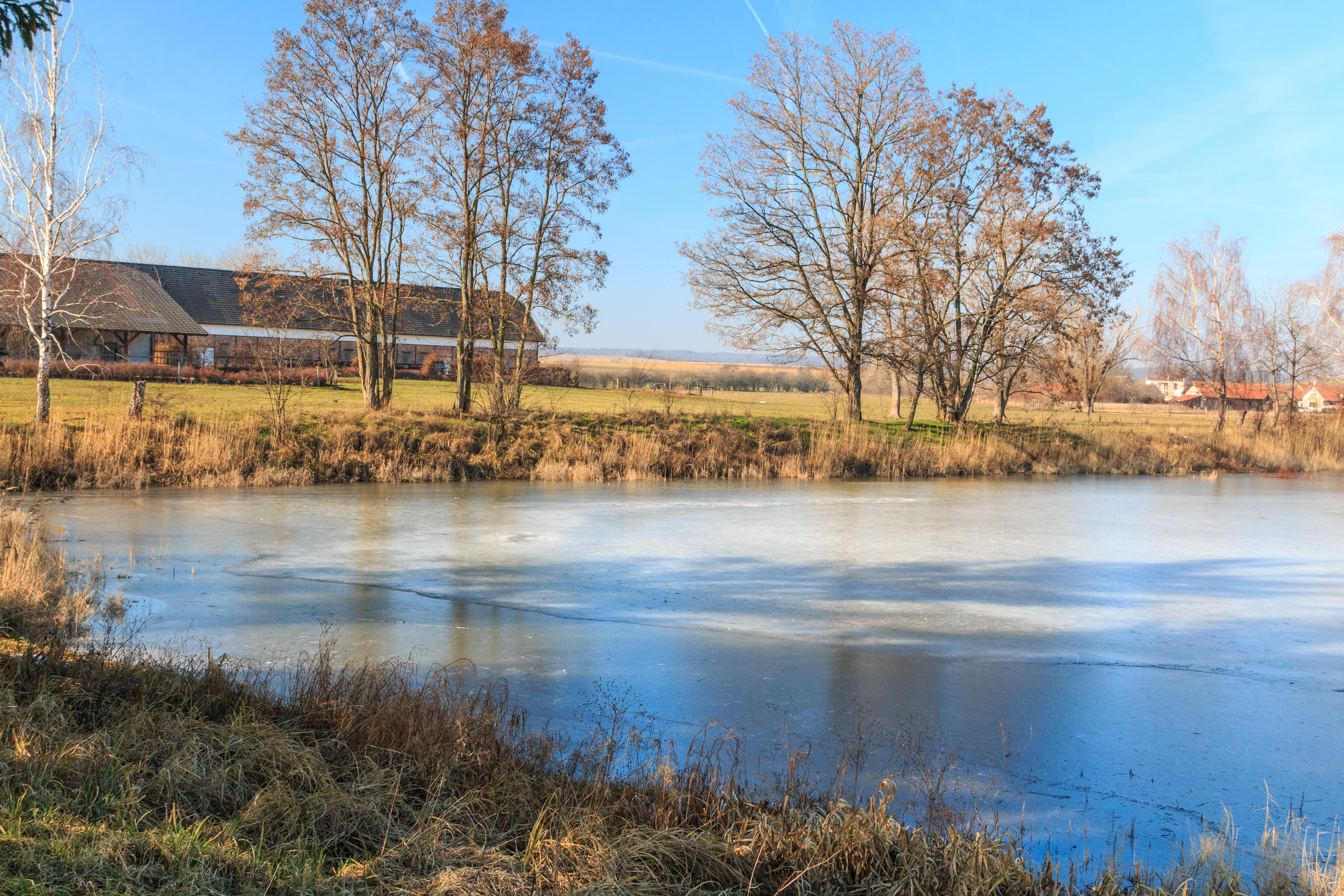
Pohled na Pojedský rybník
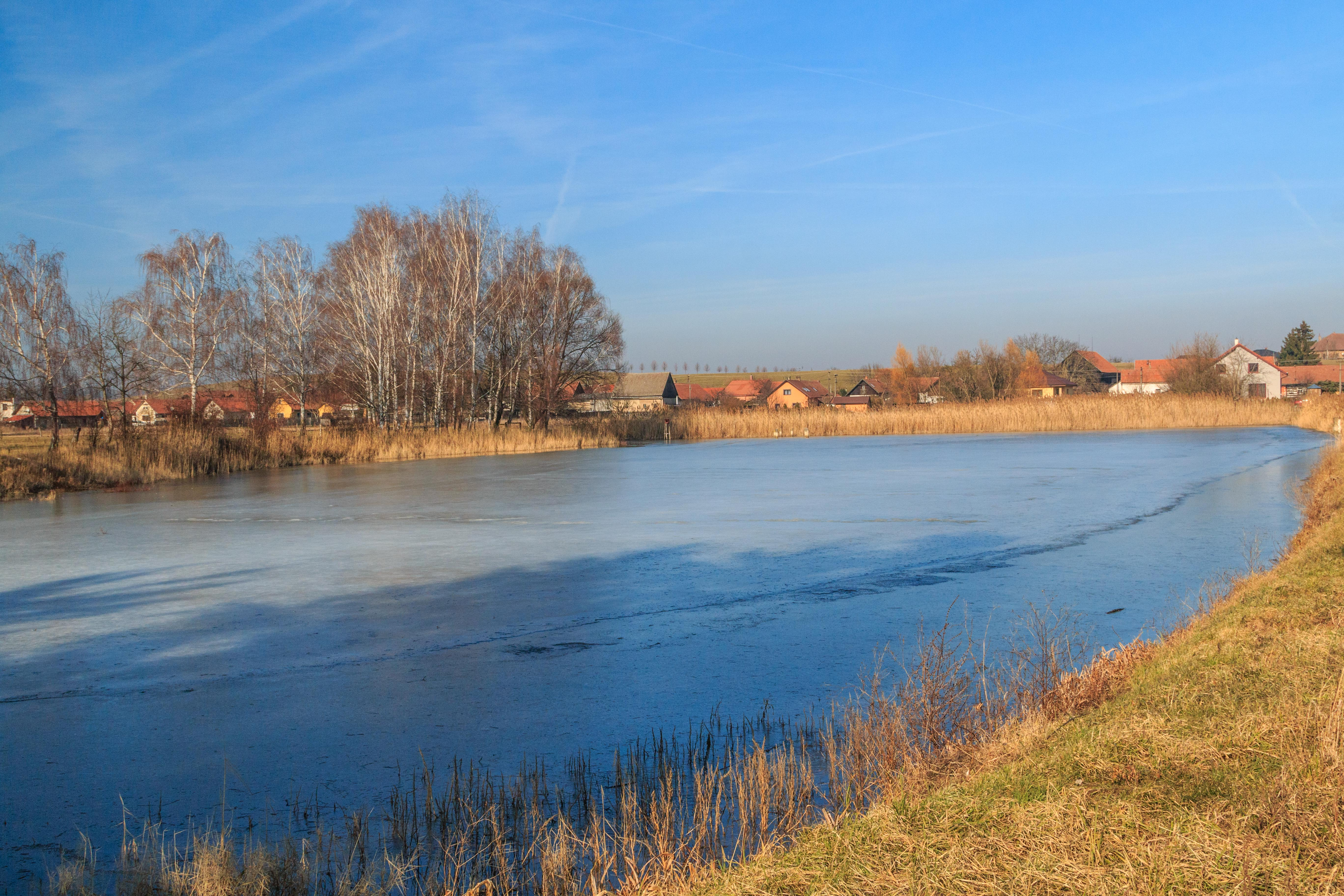
Pohled na Pojedský rybník